# Ole Braunschweig
Ole Braunschweig (Berlín, 15 de noviembre de 1997) es un deportista alemán que compite en natación, especialista en el estilo espalda.
Ganó una medalla de bronce en el Campeonato Europeo de Natación de 2022 y una medalla de plata en el Campeonato Europeo de Natación en Piscina Corta de 2023, ambas en la prueba de 50 m espalda.

## Palmarés internacional
| Campeonato Europeo                  | Campeonato Europeo | Campeonato Europeo | Campeonato Europeo |
| Año                                 | Lugar              | Medalla            | Prueba             |
| ----------------------------------- | ------------------ | ------------------ | ------------------ |
| 2022                                | Roma (Italia)      | Medalla de bronce  | 50 m espalda       |
| Campeonato Europeo en Piscina Corta |                    |                    |                    |
| Año                                 | Lugar              | Medalla            | Prueba             |
| 2023                                | Otopeni (Rumania)  | Medalla de plata   | 50 m espalda       |